# Loti
Loti är den valuta som används i Lesotho i Afrika. Valutakoden är LSL. En loti (i plural maloti) uppdelas i 100 lisente (i singular sente).
Lotin infördes 1966 och ersatte då den sydafrikanska valutan rand, som i sin tur 1920 hade ersatt den tidigare tyska sydvästafrikamarken. Den har inom ramen av Common Monetary Area, en valutaunion mellan Lesotho, Namibia, Swaziland och Sydafrika, sedan 1990 en fast växelkurs av en rand, det vill säga 1 LSL = 1 ZAR.
Lotin ges ut av Central Bank of Lesotho, även kallad Banka E Kholo Ea Lesotho och CBL, som grundades 1978, ombildades 2000 och har huvudkontoret i Maseru. Sydafrikanska rand är också giltiga i Lesotho.

## Valörer
- mynt: 1, 2 och 5 Maloti
- underenhet: 1, 2, 5, 10, 20 och 50 lisente
- sedlar: 10, 20, 50, 100 och 200 LSL